# Cinéma Ambassador
L’Ambassador est un ancien cinéma bruxellois, fermé définitivement en 1989, qui a été intégré dans l’hôtel Marriott : les banquets et séminaires de l’hôtel se déroulent dans l’ancienne salle de projection.
Situé dans la rue qui fait face à la Bourse, l’Ambassador a ouvert ses portes au début du XXe siècle en tant que salle de café-concert puis de théâtre sous le nom de café-concert de l’Olympia, puis de théâtre de l’Ambassador. À l'instar de nombreux théâtres, il s’est exclusivement dédié aux projections cinématographiques à partir de 1931. Dans les années 1950, l’Ambassador se spécialise dans les superproductions internationales : sa salle de 956 places programme les films qui ont fait la gloire du 7e Art : Le Tour du monde en quatre-vingts jours, West Side Story, Ben-Hur, Le Jour le plus long, Cléopâtre, My Fair Lady et autres classiques du cinéma mondial.
En 1977, le complexe est renommé Ambassador Disney Ciné et devient un cinéma spécialisé dans la diffusion des films de Walt Disney (comme le cinéma Napoléon de Paris). Orienté vers une clientèle familiale, la salle a été réaménagée dans un style ludique et enfantin. Le cinéma fermera ses portes, comme la plupart des cinémas de quartiers, en 1989.

## À propos deL'Olympia[1]
Le Théâtre l'Olympia ouvrit ses portes en 1897 et fut démoli en 1928.  Le théâtre fut reconstruit à la même adresse, mais prit le nom de Théâtre Ambassador et devint dès 1931 le Cinéma Ambassador.
C'est dans cette salle que fut créée, le 18 mars 1910, la célèbre comédie Le Mariage de mademoiselle Beulemans des auteurs belges Fernand Wicheler et Frantz Fonson.
En outre, l'Olympia proposait également un genre théâtral particulier : la revue.  Des personnalités aussi connues que Esther Deltenre (qui termina sa carrière aux Folies Bergère), Harry Baur, Sacha Guitry ou Fernand Gravey y ont pratiqué leur art. Durant les périodes d'été, dès 1906, l'Olympia proposa des séances cinématographiques.

## Données
- Adresse : rue Auguste Orts à Bruxelles (Belgique)
- Nombre de salles : 1
- Fermeture définitive en 1989